# Satudarah MC

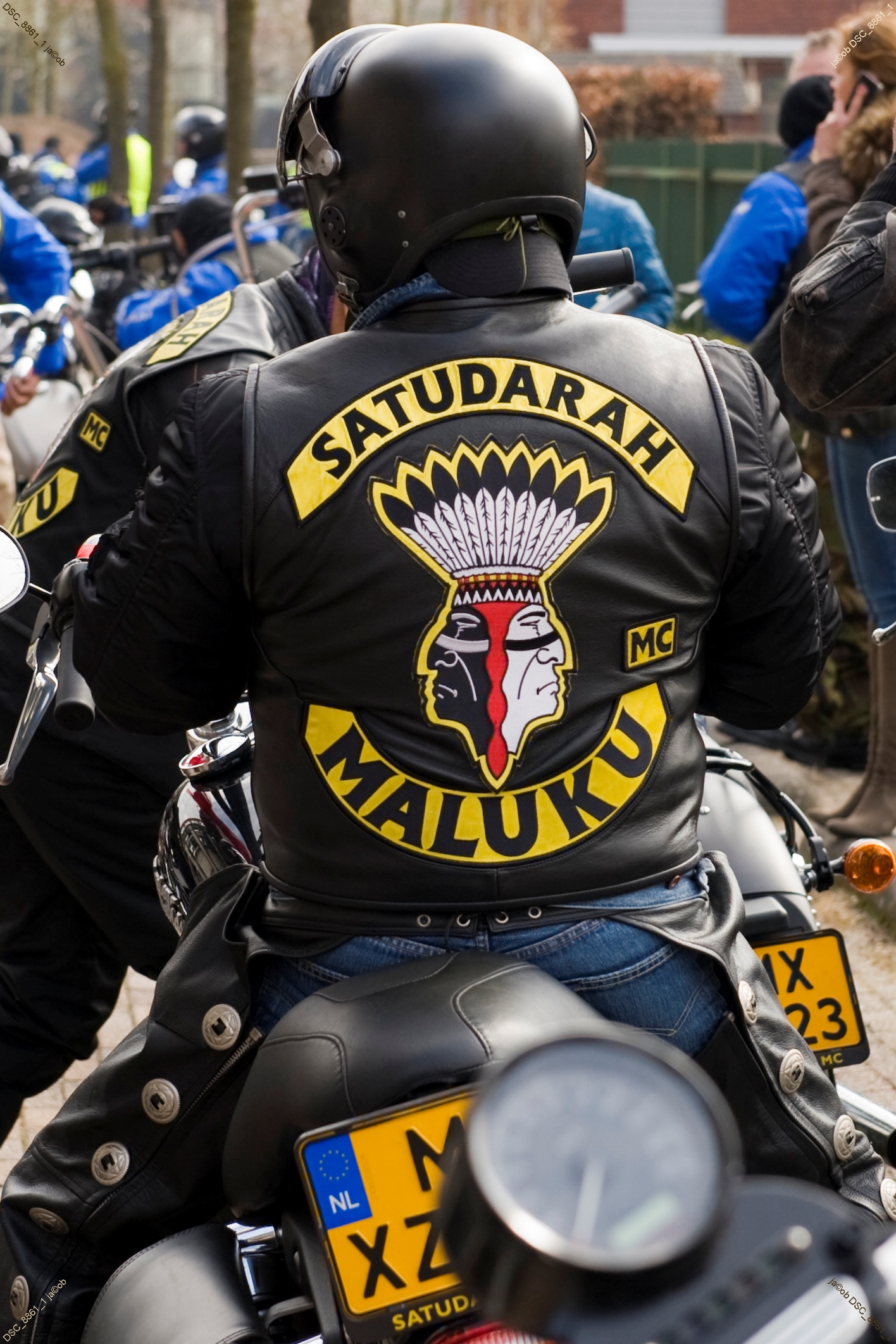
Satudarah MC

Satudarah MC är en MC-klubb som grundades i Moordrecht i Nederländerna 1990 och som ofta förknippas med organiserad brottslighet. Satudarah MC har 44 avdelningar i Nederländerna och har även öppnat avdelningar i Belgien, Spanien, Indonesien, Malaysia, Danmark, Sverige, Tyskland och Norge. Satudarah MC skiljer sig från de flesta andra kriminella MC-gäng i det faktum att de välkomnar alla etniska grupper till sin klubb.
Satudarah är (oktober 2024) en förbjuden organisation i Nederländerna, Tyskland och Norge.

## Brottslig verksamhet
Satudarah MC betraktas som ytterst våldsamma och hänsynslösa, i Nederländerna mer våldsamma än Hells Angels. Medlemmar har ofta förekommit i samband med narkotikahandel, mord, utpressning och vapensmuggling. I Tyskland har de en nära relation med Bandidos, som även de är fiender till Hells Angels. I Nederländerna är Satudarah MC större än Hells Angels.

## Historik
Satudarah grundades 1990 i Moordrecht i Nederländerna. De första medlemmarna var invandrare eller barn till invandrare från den tidigare holländska kolonin Moluckerna, som nu är en del av Indonesien. Namnet Satu darah är indonesiska för "ett blod", vilket ska symbolisera att alla oavsett ras och kultur är lika för gruppen, något som härrör från moluckernes gamla kultur. Klubbens märke är ett mörkt ansikte vid sidan av ett ljust med blod rinnande emellan. Den första avdelningen utanför Nederländerna etablerades 2012 i Antwerpen i Belgien. Maj–juni 2012 öppnade Satudarah en avdelning i Duisburg i Tyskland

## Danmark
År 2013 etablerade sig Satudarah MC i Danmark, av tidigare medlemmar i gänget Værebros Hårde Kerne, med lokaler i köpenhamnsstadsdelen Bagsværd i Gladsaxe kommun.
I maj 2023 lades Satudarah MC i Danmark ned. I samband med detta startades istället Comanches MC, och de flesta medlemmarna i Satudarah följde med in i den nya organisationen.

## Sverige
I Sverige etablerades den första avdelningen 2013 i Malmö.  År 2014 fick MC-presidenten för Satudarah Malmö tillsammans med flera medlemmar långa fängelsestraff för inblandning i en kokainaffär på 37 kg värt cirka 40 miljoner kronor. Därefter bildades avdelningar bland annat i Helsingborg och Stockholm. Satudarah har haft flera underklubbar, däribland många gatugäng, främst i södra Sverige. Satudarah MC ska enligt polisens klanrapport haft 'en koppling till El-Zein-klanen som omnämns i polisens klanrapport tillsammans med tre andra familjer som ett av de mest framträdande kriminella nätverken i Malmö. Många medlemmar i gänget Satudarah har bland annat dömts för utpressning och grova narkotikabrott.
Efter det att ledaren för Satudarahs underavdelning i Malmö mördats på Emporia i Malmö i augusti 2022, upplöstes organisationen i Sverige.

## Norge
Satudarah har haft avdelningar i Stavanger och Oslo, men förbjöds i Norge i januari 2024 i en dom i Borgarting lagmansrett på basis av bedömningen av att Satudarah var att anses som en kriminell sammanslutning enligt straffeprosessloven § 222. Beslutet fastslogs efter överklagande av Norges Høyesterett den 8 oktober 2024.